# Modlitwy za Bobby’ego
Modlitwy za Bobby’ego (ang. Prayers for Bobby) – amerykański dramat biograficzny z 2009 roku w reżyserii Russella Mulcahy'ego. Scenariusz powstał na podstawie powieści pod tym samym tytułem autorstwa Leroya F. Aaronsa z 1995 roku. Inspiracją dla filmu była prawdziwa historia życia homoseksualnego chłopca o imieniu Bobby Griffith, który popełnił samobójstwo z powodu swojej głęboko wierzącej matki oraz homofobii wśród otaczającej go społeczności. 
Zdjęcia do filmu kręcone były w stanie Michigan, w miastach: Detroit, Ferndale oraz Royal Oak.

## Fabuła
Film opowiada historię Bobby’ego Griffitha (Ryan Kelley), młodego homoseksualisty, który chce zyskać akceptację matki, Mary Griffith (Sigourney Weaver), pobożnej chrześcijanki i tym samym chce się zmienić mimo własnej orientacji seksualnej. Kościół prezbiteriański jednakże nie akceptuje homoseksualizmu i chłopak, w wyniku nietolerancji i niezrozumienia popełnia samobójstwo. Śmierć syna staje się dla Mary Griffith bardzo ciężkim przeżyciem. W obliczu tragedii Mary zaczyna kwestionować dogmaty w które wierzyła, Kościół i jego interpretację Pisma Świętego. Jako matka wie, iż jej syn był dobrym człowiekiem i nie zrobił nikomu nic złego, nie rozumie czemu mimo to miałby być skazywany na wieczne potępienie. Szukając odpowiedzi na nurtujące ją pytania dostrzega jak ślepo wierzyła w źle przez nią zinterpretowaną Biblię i w to, co mówi Kościół, a nie w to, co mówił i czuł jej syn. Staje się to podstawą jej głębokiej wewnętrznej przemiany.

## Obsada
- Sigourney Weaver – Mary Griffith
- Carly Schroeder – Joy Griffith
- Austin Nichols – Ed Griffith
- Henry Czerny – Robert Griffith
- Ryan Kelley – Bobby Griffith
- Scott Bailey – David
- Dan Wells – Rev Hassler
- Melanie Wilson – Margaret
- Brent Mata – mężczyzna z baru
- William C. Fox – członek Rady Miasta

## Nagrody oraz nominacje
- GLAAD Media Awards – nagroda w kategorii Najlepszy film telewizyjny lub miniserial, 2010
- Złoty Glob – nominacja w kategorii Najlepsza aktorka w miniserialu lub filmie telewizyjnym (Sigourney Weaver), 2010
- Złoty Laur – nominacja do nagrody im. Davida L. Wolpera dla najlepszego producenta pełnometrażowego filmu telewizyjnego, 2010
- Satelita – nominacja w kategorii Najlepsza aktorka w miniserialu lub filmie telewizyjnym (Sigourney Weaver), 2009
- Emmy – nominacja w kategorii Najlepszy film telewizyjny i Najlepsza aktorka w miniserialu lub filmie telewizyjnym, 2009

## Ścieżka dźwiękowa
Do ostatniej sceny z filmu użyto piosenki „Here I Am” Leona Lewis. Podkład dźwiękowy użyty w filmie to m.in. Marty Haugen  „I Need You to Listen” i „Bullseye” Megan McCormick. Muzykę w trailerze zagrał Steve Jablonsky pod tytułem „My Name is Lincoln”, gdzie pierwotnie to soundtrack z filmu Wyspa